# Норберто Боджо
Норберто Боджо (ісп. Norberto Boggio, 11 серпня 1931, Санта-Фе — 20 грудня 2021) — аргентинський футболіст, що грав на позиції нападника.
Виступав, зокрема, за клуби «Банфілд» та «Сан-Лоренсо», а також національну збірну Аргентини.

## Клубна кар'єра
У дорослому футболі дебютував 1949 року виступами за команду «Банфілд», в якій провів сім сезонів, взявши участь у 82 матчах чемпіонату. У складі «Банфілда» був одним з головних бомбардирів команди, маючи середню результативність на рівні 0,4 гола за гру першості.
Протягом 1957—1962 років захищав кольори клубу «Сан-Лоренсо», в його складі він став чемпіоном Аргентини в сезоні 1959 року, завдяки чому взяв участь у Кубку Лібертадорес 1960 року — першому розіграші турніру. Його клуб дійшов до півфіналу, де після трьох матчів мінімально програв уругвайському «Пеньяролю», який згодом і став переможцем турніру.
1963 року перейшов до мексиканського клубу «Атланте», за який відіграв 9 сезонів. Завершив професійну кар'єру футболіста виступами за команду у 1972 році.

## Виступи за збірну
1958 року дебютував в офіційних матчах у складі національної збірної Аргентини. Того ж року у складі збірної був учасником чемпіонату світу 1958 року у Швеції, зігравши лише в у другому матчі групового турніру проти збірної Північної Ірландії (3:1).
Наступного року поїхав зі збірною на чемпіонат Південної Америки 1959 року в Еквадорі, де зіграв у трьох матчах — з Парагваєм, Еквадором та Уругваєм і разом з командою здобув «срібло». Після цього у складі збірної взяв участь і у товариському Кубку Атлантики 1960 року, посівши на ньому з командою друге місце.
Всього протягом кар'єри у національній команді, яка тривала 4 роки, провів у її формі 11 матчів.

## Титули і досягнення
- Чемпіон Аргентини (1):

«Сан-Лоренсо»: 1959
- Срібний призер Чемпіонату Південної Америки: 1959 (Еквадор)